# オーストラリア (重巡洋艦)
オーストラリア（HMAS Australia, I84/D84/C01）は、オーストラリア海軍の重巡洋艦。イギリス海軍の1924年度海軍整備計画の一環として発注されたケント級2隻のうちの1隻。この艦名は、オーストラリア海軍において巡洋戦艦「オーストラリア」に続いて2代目。
ケント級を含めカウンティ級重巡洋艦は艦隊戦よりも個艦での遣外任務を主任務として設計されたために、条約に定められた排水量内で必要最小限の武装と低い防御能力と引き換えにして高い凌波性・航続距離・居住性を実現していた。

## 艦形

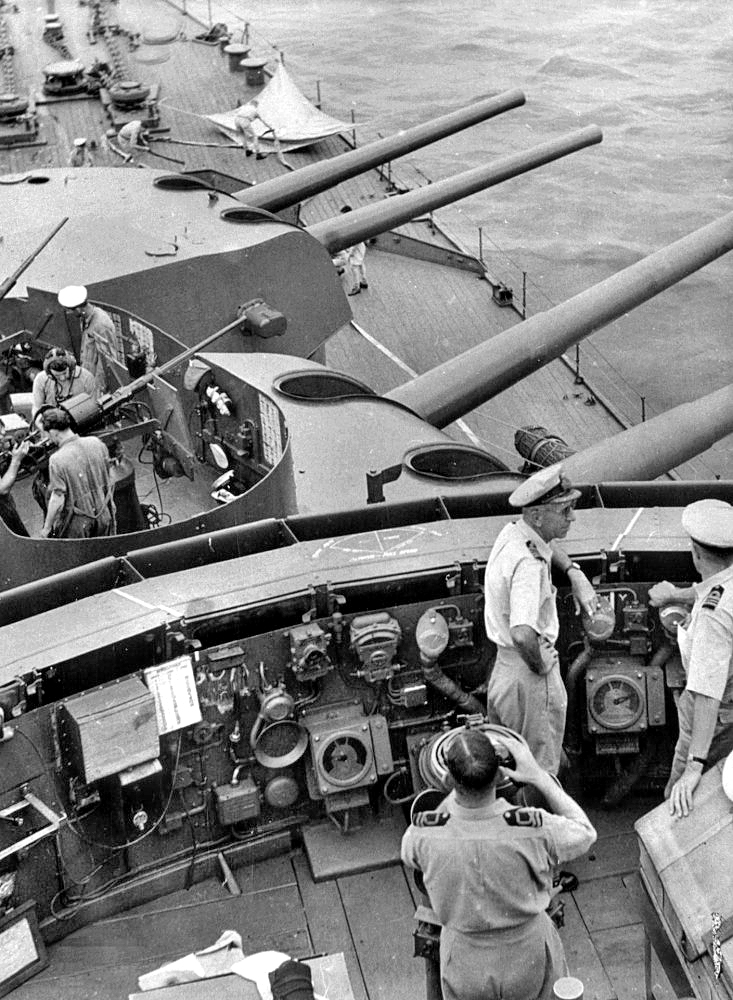
「オーストラリア」艦橋から撮影された艦首側2基の「A」と「B」主砲塔。

限度枠いっぱいの基準排水量9,700トン台の船体は乾舷の高い平甲板型船体とし、艦首側面形状は凌波性能を高めるために2段の強いフレア（反り返り）が付けられていた。艦首甲板上には20.3cm砲を連装砲塔に収めて背負い式配置で2基、2番主砲塔の基部から上部構造物は始まり、その上に箱を積み重ねたような形状の操舵艦橋の背後には後方に傾斜した単脚式の前部マストが立つ。船体中央部には等間隔に並んだ3本煙突が立つが、2番煙突のみ太かった。煙突の周囲は艦載艇置き場となっており、舷側に設けられた2本1組のボート・ダビッドが片舷に3組ずつ計6組で運用された。3番煙突の後方に露天の後部見張所と単脚式の後部マストが立ち、3番主砲塔の基部で上部構造物は終了し、甲板一段分下がって後部甲板上に4番主砲塔が配置された。船体舷側部には復元性と水雷防御として広範囲にバルジが装着されていた。

### 基本設計
艦載機としてシーガル水上機が搭載された。1935年9月より航空機用カタパルトが設置されたが、それまでシーガルは艦のクレーンによって海上に降ろされ、自力で滑水して飛んでいた。1936年に艦載水上機はシーガルからウォーラス水上機に置き換えられた。どちらの機体も、オーストラリア空軍の共同運用部隊によって運用されていた。当初は第101飛行隊が担当し、さらに1936年には第5飛行隊によって増強され、同隊は1939年に第9飛行隊に改編された。 最終的に、「オーストラリア」のカタパルトとウォーラスは1944年10月に撤去されている。
1935年から1939年にかけて改装が行われ、カタパルトは新型に換えられたほか、対空火器としてヴィッカース 40mm（39口径）ポンポン砲を単装砲架で4基搭載し4.7cm速射砲全てが撤去された。当初、「オーストラリア」の主な装甲防御は1.5 - 3インチ (38 - 76 mm)厚の機関部と弾薬庫を覆う装甲甲板のみに限られており、装甲板は砲塔（最大2インチ (51 mm)厚まで）と司令塔（3インチ (76 mm)厚）にも取り付けられた。水雷防御用にはバルジが装備されていた。1938年から1939年にかけて、最大4.5インチ (110 mm)厚の装甲帯が喫水線に沿って取り付けられ、機関部の防護が強化された。
1940年12月に艦橋に286型レーダーが設置された。この際に10.2cm高角砲を単装4基から連装4基に換装され、533mm四連装魚雷発射管すべてが撤去された。1942年10月に40mm単装ポンポン砲を撤去して八連装砲架とし、煙突の脇に片舷1機ずつ計2基が搭載された。レーダーを286型から273型と281型レーダーに更新する際に1943年に40mm単装ポンポン砲4基と12.7mm四連装機銃2基を撤去し、近接火器としてエリコン 20mm（76口径）機関砲を単装砲架で7基に更新した。1944年に航空施設を撤去し、エリコン20mm単装機銃7基と20mm連装機銃7基を追加して対空火器を強化した。また戦況の激化に伴い、レーダーを284型と285型に更新した際に20.3cm主砲塔1基を撤去して40mm八連装ポンポン砲2基に加えてボフォース 40mm（56口径）機関砲を四連装砲架で2基、連装砲架で2基、単装砲架で2基を追加した。

## 艦歴

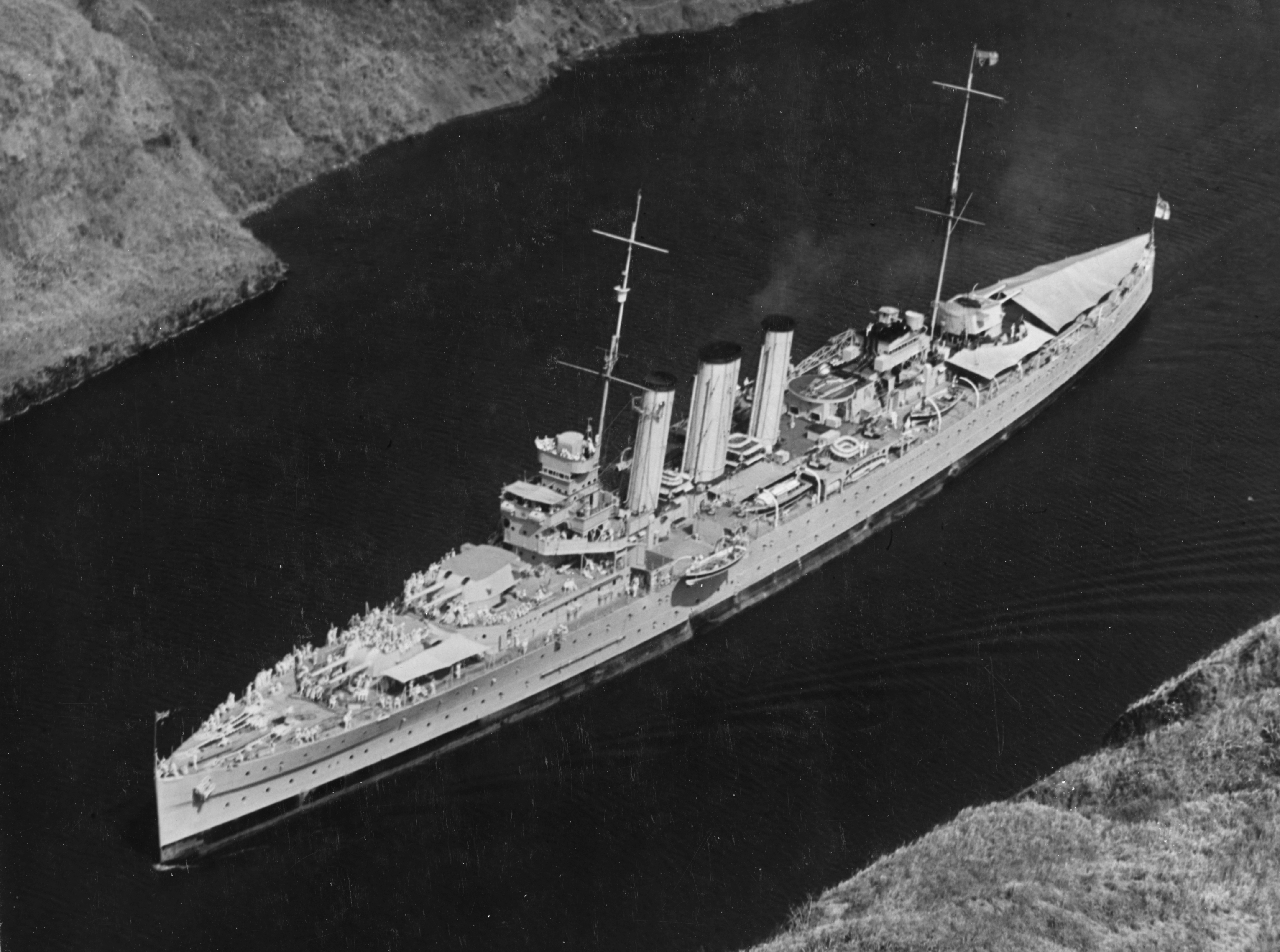
1935年3月、パナマ運河を通過する「オーストラリア」。

第一次世界大戦終結後、ワシントン海軍軍縮条約が締結されて海軍休日 (Naval Holiday) が始まり、英連邦のオーストラリア自治領政府はインディファティガブル級巡洋戦艦の「オーストラリア」を自沈処分にせざるを得なかった。大日本帝国を仮想敵国とするオーストラリア海軍は、宗主国イギリスに代艦を要求する。そこでケント級重巡2隻をオーストラリア政府の予算で建造することになった。これが重巡「オーストラリア」と「キャンベラ」である。
「オーストラリア」は1924年にオーストラリア海軍近代化5カ年計画の一環として発注された。1925年8月26日にスコットランド、グラスゴーのジョン・ブラウン社で起工された。1927年3月17日、「オーストラリア」は駐英オーストラリア高等弁務官で元オーストラリア首相ジョゼフ・クックの妻であるデイム・メアリー・クックによって進水した。
「オーストラリア」は当初、短い煙突を装備していたが、「オーストラリア」や他のケント級の海上公試中に、排煙が艦橋や後部操舵室へ悪影響を与えることが判明した。そのため、煙突は後に15フィート (4.6 m)延長されている。建造中の姉妹艦「キャンベラ」の背の高い煙突は、完成が近づくにつれて「オーストラリア」に移設された。
1926年12月26日に本艦の船紋章が検討にかけられたとき、オーストラリア戦隊司令官リチャード・レーン・プールとオーストラリア連邦海軍委員会第一海軍委員ウィリアム・ネイピアは、先代である巡洋戦艦「オーストラリア」の船紋章を引き継ぐことを認めず、新たな意匠を要求した。1927年7月26日、オーストラリア国家の紋章を意匠の基礎として用いることが決定され、エスカッシャンには6つの州のシンボルが、クレストにはコモンウェルス・スターがそれぞれ描かれた。本艦にモットーは制定されなかったが、戦後の1983年に、当時購入予定であったイギリス海軍の航空母艦「インヴィンシブル」が「オーストラリア」に改名が予定された際には、巡洋戦艦「オーストラリア」のモットーであった「Endeavour」（努力）が船紋章に追加された。
「オーストラリア」は1928年4月24日にオーストラリア海軍へ就役した。「オーストラリア」の建造費は190万ポンドで、ほぼ事前の見積額どおりであった。カウンティ級の中で「オーストラリア」と姉妹艦「キャンベラ」（こちらもジョン・ブラウンで建造された）の2隻だけがスコットランドで建造されている。

### 戦前の活動

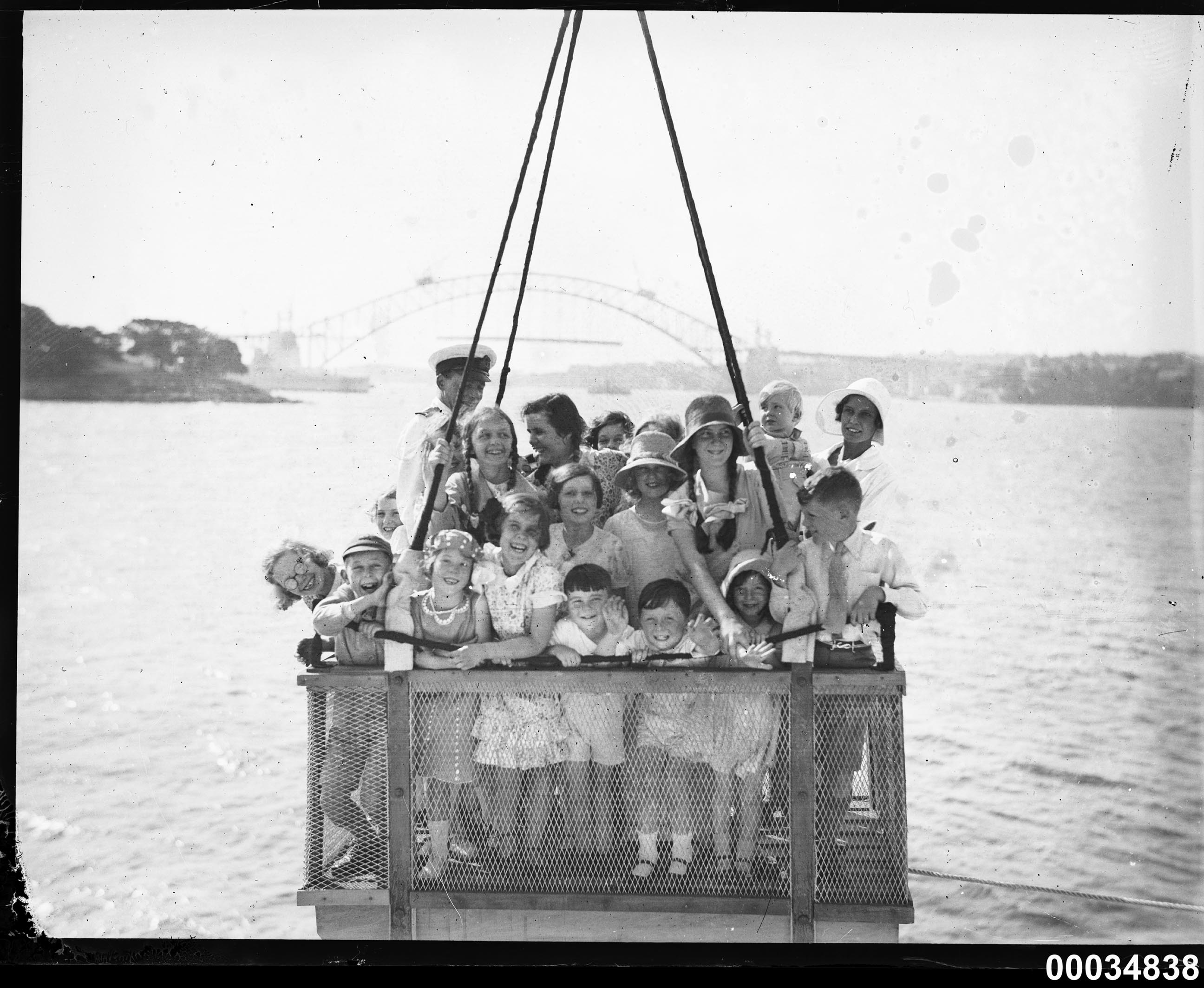
1930年12月6日、クリスマス行事で「オーストラリア」のクレーンに吊るされたゴンドラに乗る子供たち。

「オーストラリア」は海上公試を終えた後、1928年8月3日にポーツマスを出港し、オーストラリアへ向かった。航海中、「オーストラリア」はカナダ、アメリカ、いくつかの太平洋の島々、そしてニュージーランドを訪問し、10月23日にシドニーへ到着した。世界恐慌が始まると、1930年にオーストラリア海軍の艦隊は3隻の現役艦（「オーストラリア」、「キャンベラ」、水上機母艦「アルバトロス」）まで縮小された。S級駆逐艦も乗員を減らした状態で1隻だけが運用状態に置かれ、残りは予備艦とされた。そのような状態ではあったものの、1932年に「オーストラリア」は太平洋の島々を巡航し、1933年にはニュージーランドを訪問している。
1934年12月10日、「オーストラリア」は交換任務でイギリスに派遣され、前月にビクトリア州設立100周年を記念して同州を訪れていたグロスター公爵が乗艦している。本艦は1935年3月28日にポーツマスへ到着し、地中海艦隊に配属された。「オーストラリア」は6月21日から9月12日までイングランドに戻り、スピットヘッドで行われた国王ジョージ5世のシルバー・ジュビリー記念観艦式にオーストラリア代表として出席した。アビシニア危機が起こった後、「オーストラリア」はイタリアとの戦争に備えて訓練を始めた。開戦に至った場合、イタリア海軍に対するイギリス海軍の攻撃において「オーストラリア」が最初に求められた役目は、ターラントのイタリア海軍基地へ空襲を行う航空母艦「グローリアス」の撤退を援護することであった。結局、危機はイギリスが軍事行動を起こす前に緩和された。その後「オーストラリア」は1936年7月14日まで地中海に留まり、新鋭の軽巡洋艦「シドニー」と共にガリポリを訪問した。2隻はオーストラリアに向けて出航し、8月11日にシドニーに到着した。「オーストラリア」が地中海に派遣されていた間、代わってイギリスの重巡洋艦「サセックス」がオーストラリア海軍で活動していた。
帰国後、「オーストラリア」は1936年の残りをシドニーとジャービス湾周辺で過ごし、11月にはメルボルンを訪問した。1937年4月にニュージーランドへ向けて出航し、7月には3ヶ月間の北方巡航に出発してクイーンズランド州、ニューギニア、ニューブリテン島に寄港した。11月に「オーストラリア」はメルボルンに再度寄港したほか、1938年2月にホバートへ巡航し、1938年4月24日に予備役へ編入された。コッカトゥー島造船所で近代化改修が行われ、4インチ単装高角砲が連装砲架に換装されたほか、最大4.5インチ (110 mm)厚の装甲帯が機関区画に装着され、航空機及びボートの運用も改善された。近代化改修は1939年3月に完了する予定だったが、「オーストラリア」の構造と提供された図面の不一致が遅延を引き起こした。「オーストラリア」は8月28日に再就役したが、実際は9月28日まで造船所を離れなかった。

### 第二次世界大戦

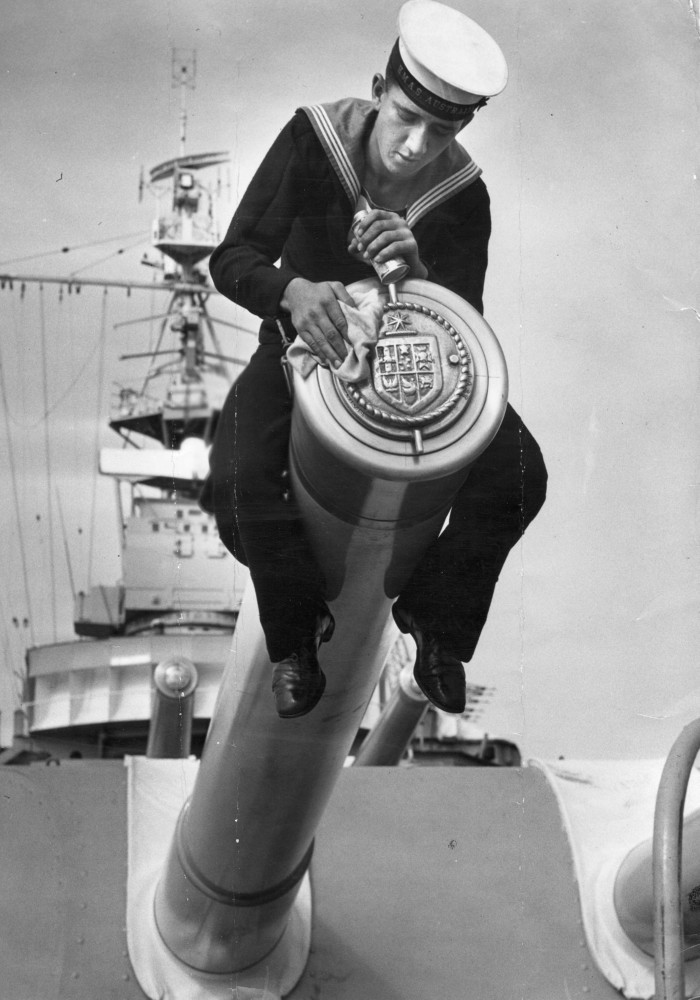
8インチ主砲の砲栓を磨く「オーストラリア」乗員。

#### 1939年～1940年
第二次世界大戦が勃発すると、当初「オーストラリア」は近海で哨戒を行ったほか、インド洋において「キャンベラ」、「シドニー」と共同で装甲艦「アドミラル・グラーフ・シュペー」捜索に従事した。1940年5月12日、「オーストラリア」と「キャンベラ」は輸送船団を護衛してフリーマントルを出航し、ケープタウンへ向かう。5月31日の到着後、両艦はイギリス海軍の指揮下に入り、6月の大半をアフリカ大陸南部と西部周辺における船団護衛に費やした。
ナチス・ドイツのフランス侵攻と続く独仏の休戦後、7月上旬に「オーストラリア」と航空母艦「ハーミーズ」はダカール沖に向かい、重巡洋艦「ドーセットシャー」に追跡されていたフランス海軍の戦艦「リシュリュー」がヴィシー・フランス軍で運用されるのを阻止しようとした。「オーストラリア」はフランス軍機に空襲を受けたが損害はなく、本艦も反撃に出て第二次世界大戦で初となる発砲を行った。その後、「オーストラリア」は輸送船団を護衛してイギリスに向かい、スカパ・フローを拠点とする第1巡洋艦戦隊に加入した。そこで「オーストラリア」はドイツ海軍の戦艦「グナイゼナウ」捜索や、重巡洋艦「ノーフォーク」と共同でフェロー諸島及びビュルネイ島周辺のドイツ海軍トロール船捜索に従事した。
9月初旬、「オーストラリア」は雷撃を受けた軽巡洋艦「フィジー」の代替として、ダカール攻撃（メナス作戦）に参加した。9月19日の朝、ダカール沖で哨戒中の重巡洋艦「カンバーランド」を支援した直後、「オーストラリア」は3隻のフランス巡洋艦を発見し、「カンバーランド」と共に暗闇の中で見失うまで追尾を行った。フランス巡洋艦の1隻であった軽巡洋艦「グロワール」は機関故障に見舞われてコナクリに引き返し、その直後「オーストラリア」に遭遇した。「オーストラリア」は「グロワール」をカサブランカまで「護衛」するよう命じられ、「グロワール」はこれに同意した。2隻は9月21日朝まで一緒にいたが、「グロワール」の艦長は「オーストラリア」の同行なしでカサブランカへの航海を完了すると約束したため、「オーストラリア」はイギリス艦隊に合流するために向かい、翌日に合流した。9月23日朝、「オーストラリア」はダカールで2隻のル・ファンタスク級大型駆逐艦を迎撃して追い返したが、損傷はなかった。その日の午後、「オーストラリア」と英駆逐艦「フューリー」と「グレイハウンド」は仏大型駆逐艦「ローダシュー」と交戦し、これを炎上させた。9月24日、視界不良にもかかわらず、「オーストラリア」は他の連合国艦艇とともにダカールを砲撃し、港にいたフランス軍艦を砲撃した。艦隊へ引き上げる途中、「オーストラリア」は高高度から爆撃機による攻撃を受けたが被害はなかった。翌9月25日、「オーストラリア」と重巡洋艦「デヴォンシャー」は再度ダカールに停泊していたフランス艦船を砲撃した。駆逐艦1隻と巡洋艦数隻に損害を与えたが、「オーストラリア」には沿岸砲からの6インチ砲弾2発が命中し、搭載機のウォーラスは撃墜されて乗員が戦死した。その後2隻は撤退した。メナス作戦は9月26日に失敗として中止され、「オーストラリア」は2日後にイギリスへの帰還を命じられた。
10月初旬、「オーストラリア」はジブラルタルはらイギリスへ兵員輸送船団を護衛。10月29日、「オーストラリア」は強風によりスコットランドのグリーノック沖に墜落したショート・サンダーランド飛行艇から乗員13名のうち9名を救出したが、他の4名は救助中に荒波に流された。11月から12月にかけて「オーストラリア」はリヴァプールで改装された。12月20日夜にドイツ空軍の空襲があり、「オーストラリア」が入渠していた乾ドックに3,500-ポンド (1,600 kg)魚雷が投下されたが、これは艦の横に落ちたものの不発だった。しかし、翌夜にも行われた空襲では「オーストラリア」の左舷に至近弾となった500-ポンド (230 kg)爆弾の爆風で複数の舷窓に亀裂が入り、カタパルトが損傷する被害が出た。この空襲で「オーストラリア」の船乗り猫2匹が脱走し、乗員のクリスマス料理用に用意されていたアヒルは造船所の建物ごと灰になってしまった。

#### 1941年
1941年1月前半、「オーストラリア」はWS5B船団の護衛に従事し、イギリスから南アフリカ経由で中東に向かった。1月22日、モンバサ沖で重巡洋艦「ホーキンス」に船団を引き継いだ後、本艦は装甲艦「アドミラル・シェーア」捜索並びにインド洋での仮装巡洋艦「ピンギン」及び「アトランティス」捜索を行った。その後「オーストラリア」は兵員輸送船2隻を伴ってシドニーに向けて出航し、3月24日に到着した。本艦はオーストラリアからスエズへ向かうUS10船団を護衛した後、月末にシンガポールへ向かい、シンガポール会議を終えたラグナー・コルヴィン提督と参謀らを迎えた。
6月の間、「オーストラリア」はタスマン海を横断する輸送船団を護衛し、7月中旬にUS11A船団をトリンコマリーへ導いた。その後、本艦は南大西洋管区に配備される。11月に「オーストラリア」はケルゲレン諸島でドイツの通商破壊艦を捜索し、そこで敵の活動の痕跡を発見した後、敵艦が戻ってきた場合に備えて磁気機雷を敷設した。この機雷は2008年時点でもまだ残存していた。
軽巡洋艦「シドニー」が仮装巡洋艦「コルモラン」との交戦で喪われたことや、日本の参戦による東南アジア情勢悪化に促されて、「オーストラリア」は12月3日にWS12X船団を「ドーセットシャー」に引き渡した後で帰還するよう命じられた。12月29日、「オーストラリア」はオーストラリア戦隊旗艦に指定された。1月31日、「オーストラリア」と軽巡洋艦「リアンダー」はシドニーからウェリントンに向けて出航した。

#### 1942年
1941年12月の太平洋戦争勃発後、日本軍の南方作戦により連合国軍は極東で敗北し、ABDA司令部は解散された。それに代わるものとして1942年2月にANZAC戦隊（司令官ジョン・グレゴリー・クレース少将）が新編され、「オーストラリア」は新たにANZAC戦隊の旗艦となった。ANZAC戦隊は、ANZAC地域で行動するアメリカ海軍の機動部隊を掩護した（ニューギニア沖海戦、ラエ・サラモアへの空襲など）。
3月初旬、「オーストラリア」はニューブリテン島のガスマタを砲撃する任務に就いた。しかし3月7日、本艦を含む作戦用の艦艇は呼び戻され、3日後には米空母「レキシントン」及び「ヨークタウン」が日本軍のラエとサラモア占領に対する報復として空襲を行うにあたり、護衛のために使用された。襲撃後、「オーストラリア」とANZAC戦隊の僚艦はヌメアに向けて出航した。

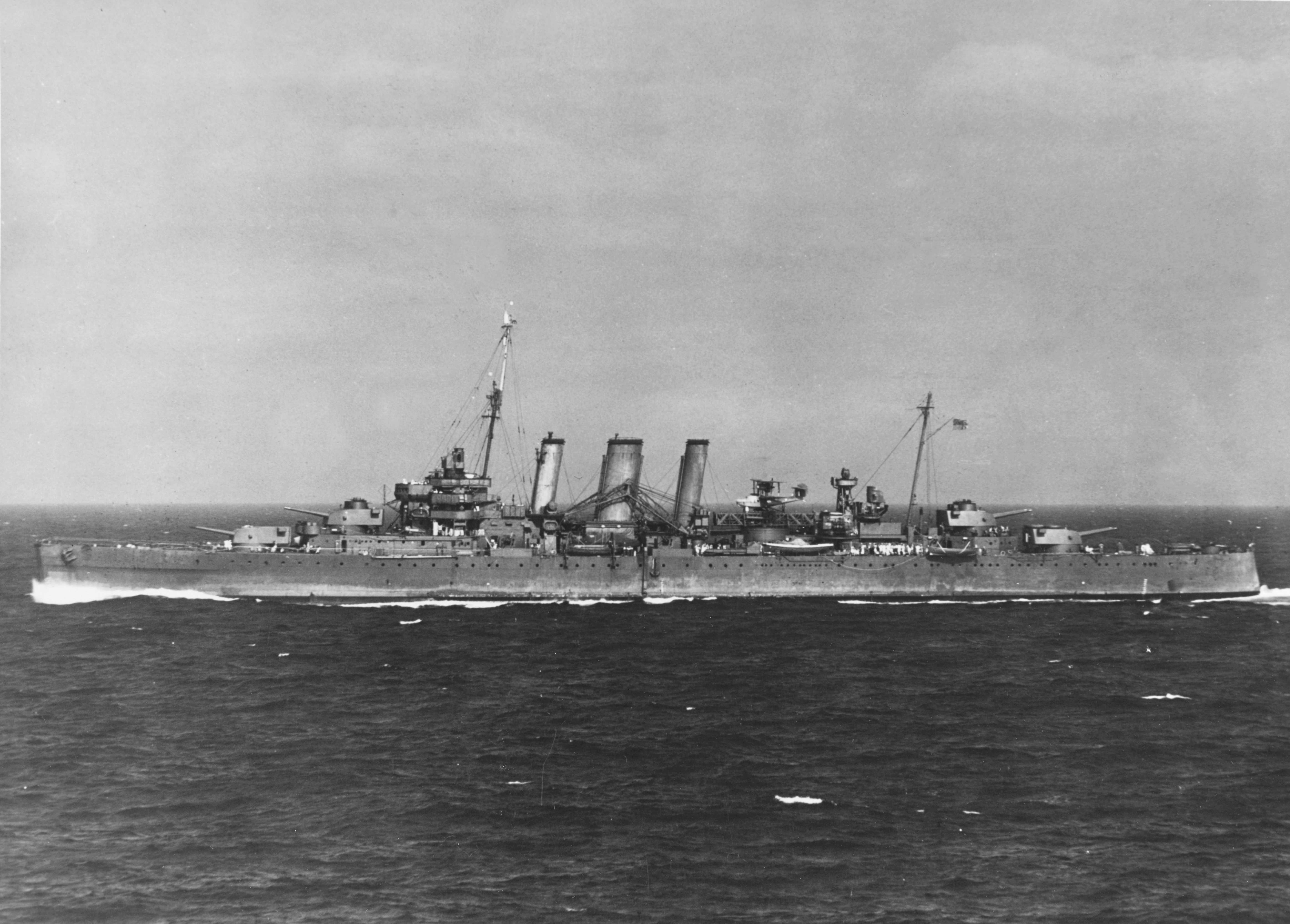
1942年8月にソロモン諸島を航行中の「オーストラリア」。

その途上であった3月12日夕刻、ルイジアード諸島近海を航行中に「オーストラリア」の火夫1名が14回刺され、夜に腹膜炎で死亡するという事件が起きた。被害者は死の前に、同僚の火夫2名の同性愛関係を暴露すると脅迫したことが事件の動機になったのだと船医に明かした。加害者2名は投獄され、3月15日から18日にかけてヌメアで軍法会議が開かれた。加害者はオーストラリア海軍艦史上初となった殺人により有罪となった。当時、オーストラリア海軍が準じていたイギリス海軍の軍法に従えば、2名は「オーストラリア」のヤードアームから吊るし首にされることになっていた。しかし、艦長ハロルド・ファーンコム大佐は2名の訴追に積極的ではあったものの、少なくとも「オーストラリア」が帰国するまでは死刑を延期するよう要求することにも成功した。2名はイギリス軍法の下で有罪判決を受けたため、刑を減じる権限はオーストラリア側になかった。結局、本件に係る死刑判決は英国王ジョージ6世に恩赦の訴えがなされ、終身刑へ減じられた。この状況は、オーストラリア政府が1931年のウェストミンスター憲章をまだ批准していなかったために発生した。すなわち、同憲章に規定された「自治領を主権政府として定義し、自治領に影響を与えるイギリス本国の法律を改廃でき、また自治領は要求されない限りイギリス政府により立法されない」という権限をオーストラリアがまだ持っていないということであった。この「オーストラリア」艦内の殺人事件と、オーストラリア港湾における海運の法的管理、国家安全保障法に関する問題が原因となり、同年10月9日にウェストミンスター憲章を批准する法案（1942年ウェストミンスター憲章批准法）が可決され、開戦時に遡及して適用された。2名の火夫は数回減刑され、最終的に1950年9月釈放されている。

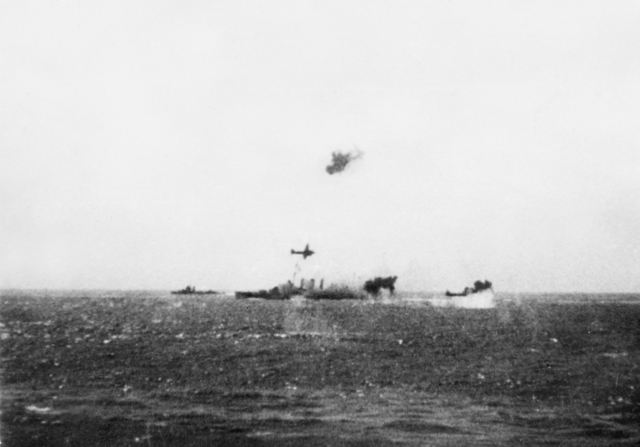
1942年5月7日、珊瑚海海戦において一式陸上攻撃機と交戦する「オーストラリア」。

4月22日、連合国軍はANZAC戦隊を再編し、第44任務部隊が新編された。日本軍によるポートモレスビー侵攻が迫るとアメリカ軍は珊瑚海に空母「ヨークタウン」を中心とする第17任務部隊（フレッチャー少将）や、空母「レキシントン」（フィッチ少将）を中心とする第11任務部隊を派遣し、第44任務部隊（クレース少将）の「オーストラリア」と軽巡「ホバート」も5月1日にシドニーから出撃した。
5月5日、「オーストラリア」と「ホバート」はアメリカ空母2隻と合流。これらの部隊は5月6日には第17任務部隊に統合された（珊瑚海海戦、両軍戦闘序列）。5月7日、第17任務部隊と日本海軍のMO攻略部隊（第六戦隊基幹）やMO機動部隊（第五航空戦隊基幹）との間で珊瑚海海戦が始まった。午前6時25分（現地時間）、フレッチャー提督は重巡「オーストラリア」と重巡「シカゴ」、軽巡「ホバート」と駆逐艦「パーキンス」、駆逐艦「ウォーク」、駆逐艦「ファラガット」（第17.3任務群、クレース少将）を分離し、ジョマード水道へと向かわせた。これは空母部隊が敗れた場合でもこの部隊が日本軍のMO攻略部隊を阻止すること期待してのものであった。この日ラバウルから第四航空隊の一式陸上攻撃機12機（魚雷装備）と元山海軍航空隊の九六式陸上攻撃機20機（爆装、1機は途中で引き返す）が発進していた。第17.3任務群はラバウル航空隊の陸攻に襲撃されたが、大きな損害は無かった。次いで第17.3任務群は陸上基地から発進したアメリカ陸軍航空軍のB-17爆撃機による誤爆を受けた。この誤爆事件を受け、アメリカ海軍のハーバート・F・リアリー中将は搭乗員に海軍艦艇の識別訓練を行う計画を立てたが、対照的に、当事者であったアメリカ陸軍航空軍のジョージ・ブレット将軍は実施を拒否し、さらに同士討ちが起こったことを認めることさえも拒否した。
日本軍は5月7日の陸攻の空襲により「米戦艦カリフォルニア型1隻、甲巡洋艦ポートランド型1隻、撃沈。英戦艦ウォースパイト型大破。米戦艦ノースカロライナ型一隻中破。米中巡洋艦ルイスビル型1隻大破」と大本営発表をおこなった。
MO攻略部隊主隊は第17任務部隊の空襲で軽空母1隻を喪失し、輸送船団と合流して進撃を止めた。
5月8日に「ホバート」と「ウォーク」をブリスベンへ向かわせた後も、しばらくクレース少将は日本軍を迎撃できる場所にとどまっていたが、5月11日にウイットサンデー島チド港に帰投した。

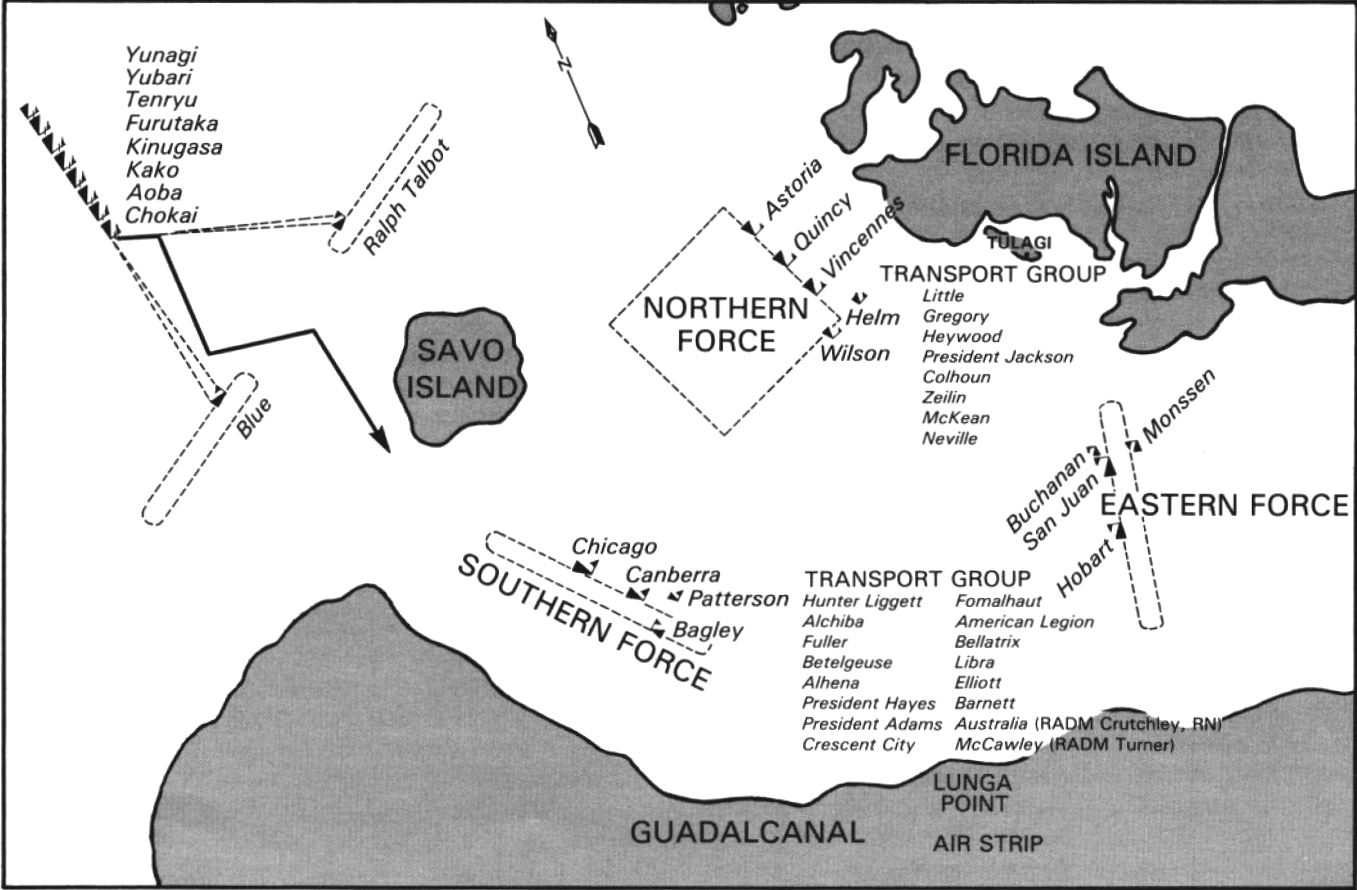
第一次ソロモン海戦、艦艇配置図。

1942年8月から1944年の中頃まで「オーストラリア」はガダルカナル島やニューギニア島、ニューブリテン島上陸作戦を支援した。1942年8月8日、クラッチレー提督座乗の「オーストラリア」は、フレッチャー提督の第61任務部隊撤収後の対応策を協議すべく、ルンガ泊地の攻撃輸送艦「マッコーリー」（ターナー提督旗艦）を尋ねた（両軍戦闘序列）。「オーストラリア」が哨戒区域を離れたあと、日本海軍の第八艦隊が襲撃をかけて連合国軍の巡洋艦部隊に大打撃を与えた（第一次ソロモン海戦）。この夜戦で姉妹艦「キャンベラ」を喪った。

#### 1943年
1941年11月以降、オーストラリア海軍は「キャンベラ」の他にパース級軽巡洋艦2隻を喪失しており、イギリス海軍はロンドン級重巡「シュロップシャー」を貸与した。1943年3月15日、第44任務部隊は第7艦隊隷下の第74任務部隊に再編された。
1943年7月、第74任務部隊が第3艦隊を強化するためにエスピリトゥサント島へ派遣され、ニュージョージア方面作戦を支援している間に雷撃で4隻の巡洋艦を失った（「ヘレナ」は沈没、3隻は大規模修理のために撤退した）。「オーストラリア」と僚艦は7月16日に到着し、エスピリトゥサント島西方海域に配属された。第74任務部隊がエスピリトゥサント島に帰還中だった7月20日の日没時、「ホバート」が日本海軍の「伊号第十一潜水艦」による魚雷攻撃を受け大破した。クラッチレーは潜水艦が「オーストラリア」に向けて遠距離から雷撃したと考えたが、任務部隊の速度は過小に見積もられていた可能性があり、魚雷は「オーストラリア」を外れて1本が続く「ホバート」に命中した。「伊11」は「サンフランシスコ型巡洋艦1隻と駆逐艦3隻を発見、重巡を雷撃して撃沈確実」と報告、その旨が大本営からも発表された。
10月までに、「オーストラリア」はオーストラリア近海に戻った。10月初め時点で本艦が第74任務部隊に配属されていた唯一の艦であったが、10月13日に駆逐艦「バッグレイ」と合流し、2隻は2日後にミルン湾に到着した。2隻は日本軍に占領されたばかりのフィンシュハーフェンを攻撃した。反撃は起こらず、2隻は10月21日にブリスベンに向けて出航し、任務部隊は巡洋艦2隻と駆逐艦4隻に再編成された。その後、「オーストラリア」はミルン湾に向けて出航し、11月11日にブーゲンビル侵攻後の第3艦隊支援任務に就くためフロリダ諸島のパーヴィス湾行きを命じられるまで留まった。「オーストラリア」と任務部隊は11月13日に到着したが、アメリカ海軍の巡洋艦部隊が到着したため、2日後にはミルン湾へ戻るよう命じられた。12月15日、「オーストラリア」と第74任務部隊はアラウェへの上陸作戦に参加し、上陸部隊の護衛や上陸準備砲撃を行った。続いて、「オーストラリア」はグロスター岬への上陸部隊と護衛部隊を率いて12月25日の夕方にミルン湾を出発した。12月26日6時00分、「オーストラリア」はグロスター滑走路付近の目標へ2時間半にわたる砲撃を開始し、その後ブナに移動して年内をそこで過ごした。

#### 1944年

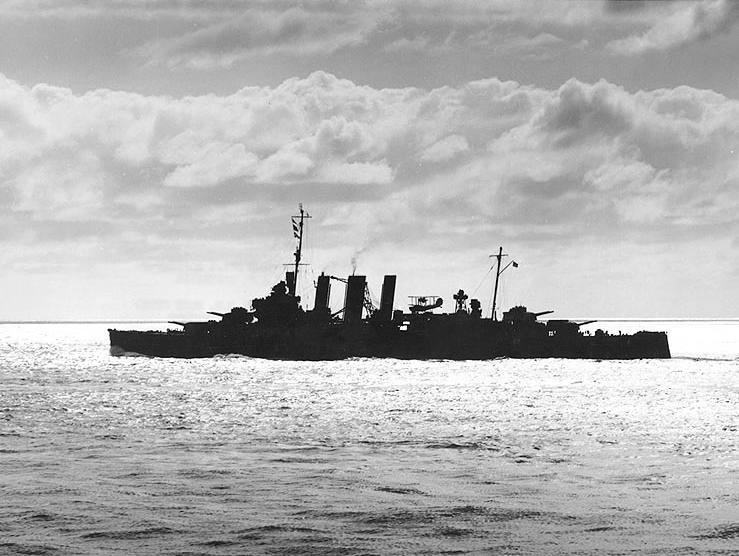
南太平洋上をゆく「オーストラリア」。1943年8月撮影。

1944年1月初旬、「オーストラリア」はミルン湾に帰還し、1月12日にシドニーへ向かい8週間の修理を行った。改装中、艦長ファーンコム大佐はエミール・デシェヌー大佐と交代した。2月7日朝にクラッチレーは旗艦を「シュロップシャー」に移したが、旗艦は3月21日に「オーストラリア」へ戻され、ミルン湾で第74任務部隊に再合流した。4月20日朝、「オーストラリア」と第74任務部隊はマヌス島沖で第7艦隊の他の3つの任務部隊と合流し、アイタペ、フンボルト湾、タナメラ湾への上陸作戦を支援することになった。翌日の夕刻、「オーストラリア」は任務部隊をタナメラ湾への攻撃のため分割した。艦隊は4月22日3時00分にタナメラ湾沖に到着し、6時00分に「オーストラリア」は上陸作戦の第一波を援護するため30分間の沿岸砲撃を指揮した。本艦の砲撃により第24歩兵師団が最小限の抵抗で上陸できた後、艦艇は輸送船を守るために撤退した。その日のうちに「オーストラリア」は2隻の駆逐艦を率いて海岸線に沿って進み、遭遇した日本軍の舟艇や物資集積所を破壊した。第74任務部隊は上陸部隊を支援するためホーランディア地域に留まり、5月4日にゼーアドラー湾へ到着した。
1944年5月下旬、連合国軍はビアク島に上陸を開始、オーストラリア以下の第74任務部隊は作戦を支援した。日本軍は航空偵察で「連合軍艦隊に戦艦がいる」と報告したが、第74任務部隊の大型艦はカウンティ級重巡とブルックリン級軽巡洋艦だけだった。陸上攻撃機が幾度か空襲をおこない、「三本煙突の巡洋艦が雷撃により轟沈」、「巡洋艦が被弾」「巡洋艦を撃沈」などと報告したが、本艦以下特筆すべき損害はなかった。
日本海軍は渾作戦を発動し、戦艦「扶桑」や重巡3隻（「青葉」、「妙高」、「羽黒」）、果ては大和型戦艦までもがダバオやハルマヘラ島、アンボンやソロンに展開したが、それらが第74任務部隊と直接交戦することはなかった。6月8日、「オーストラリア」は第二次渾作戦においてビアク島突入を企図した日本海軍の駆逐艦5隻（「浦波」、「敷波」、「時雨」、「白露」、「五月雨」）を発見、麾下艦艇と共に追撃したが逃げられた。渾作戦部隊は「戦艦1隻、巡洋艦4隻、駆逐艦8隻」と報告している。
1944年半ば、ジョン・A・コリンズ提督が第74任務部隊司令官およびオーストラリア海軍戦隊（Australian Naval Squadron）司令官に任命された。「オーストラリア」はコリンズ提督の旗艦としてヌンホル島の戦闘に加わったほか、9月15日から16日にかけてモロタイ島上陸支援に従事した。この際、「オーストラリア」が発射した砲弾がギラ岬を飛び越えて、岬の反対側にいた駆逐艦「フレッチャー」の至近に破片が落下したと報じられた。ミオス・ウンディ島に撤収後、9月27日まで「オーストラリア」はそこに留まり、以降はマヌス島で演習に参加した。この間、「オーストラリア」にはイギリス海軍大将ロジャー・キーズが訪問している。
1944年10月11日、「オーストラリア」を含む第74任務部隊は第77任務部隊第3群（第77.3任務部隊、指揮官：ラッセル・S・バーキー少将、旗艦「フェニックス」）に所属する第5巡洋隊旗艦としてレイテ島攻略戦に参加することとなった（レイテ沖海戦、両軍戦闘序列）。同日ホーランディアに向けて出航した。10月13日15時30分、第77.3任務群はレイテ島への7日間の航海を開始した。10月20日9時00分、「オーストラリア」は上陸に先立って艦砲射撃を開始し、終日砲撃支援を続けた。
10月21日6時00分頃、レイテ湾で日本軍機の特攻を受ける。日本陸軍航空部隊第6飛行団に属する九九式襲撃機もしくは日本海軍の九九式艦上爆撃機1機が「シュロップシャー」に向けて急降下したが、激しい対空砲火を受けて離脱した。ボフォース対空砲の砲撃で損傷した九九式襲撃機ないし九九式艦爆は旋回し、近くにいた「オーストラリア」の左舷を低空飛行して前部マストに翼の付け根を衝突させた。機体の大部分は艦外に落下したが、艦橋と前部上部構造物に破片と燃え盛る燃料が降り注いだ。この衝突により、艦長エミール・デシェヌー大佐を含む士官7名と水兵23名が死亡し、コリンズ提督を含む士官9名、水兵52名、AIF砲手1名が負傷した。攻撃後、戦死したデシェヌー艦長に代わりハーリー・C・ライト中佐が一時的に艦の指揮を執った。この特攻攻撃に関して、「オーストラリア」と周辺の連合国艦船の観測員は意見が異なっていた。何人かは事故だと考えたが、大多数は艦橋を狙った意図的な体当たり攻撃だと考えていた。歴史家のジョージ・ハーモン・ギルはオーストラリア海軍公式戦史の中で、「オーストラリア」は特別攻撃隊による攻撃を受けた最初の連合国艦船であると主張しているが、サミュエル・モリソンの「太平洋戦争アメリカ海軍作戦史」のような異論もある。計画的な攻撃ではなかったという見解では、これは事前に計画された体当たり攻撃ではなく、パイロット自身の判断で行われた可能性が高いとする。その論拠として、当初から目標に体当たりすることを目的として行われた初の攻撃は関行男大尉ら「敷島隊」により4日後に行われたこと、損傷した航空機による同様の体当たり攻撃は1942年には既に発生していることを挙げており、専門家の間でも意見が分かれている。
「オーストラリア」は攻撃当日の午後、豪駆逐艦「ワラムンガ」と軽巡洋艦「ホノルル」(同様にレイテ島侵攻で損傷)、駆逐艦「リチャード・P・リアリー」ら共にコッソル海峡に向けて出航した。10月24日、オーストラリア艦はマヌス島に向かい、それから修理のためにエスピリトゥサント島に向かった。「オーストラリア」の作業は11月28日までに完了し、12月4日に米豪の合同機動部隊（この時点では第74.1任務部隊の名称）に復帰した。5日後、代将になっていた元艦長ファーンコムはコリンズの後任として「オーストラリア」に復帰した。

#### 1945年

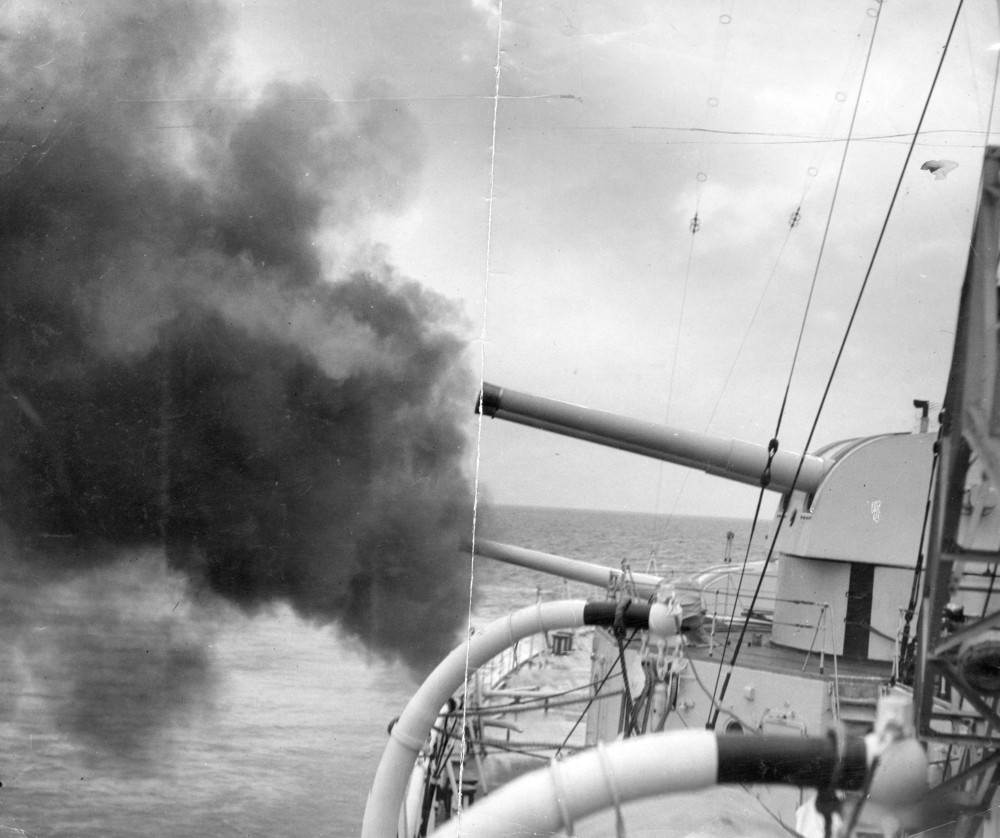
8インチ主砲を発射する「オーストラリア」。

1945年初頭、「オーストラリア」とその指揮下の艦艇は、リンガエン湾侵攻のための護衛・火力支援部隊である第77.2任務群に編入された。「オーストラリア」は1月3日朝にレイテ島を出航し、サン・ファビアン上陸のための火力支援を担当することになっていた。リンガエン湾に出撃した艦艇に対して多数の神風攻撃が試みられた。「オーストラリア」は1月5日17時35分に左舷中央部に攻撃を受け、戦死25名、負傷者30名（士官の死者3名、負傷者1名含む）を出した。死傷者の大半は左舷対空砲の砲員であったが、「オーストラリア」の物理的損傷は作戦から撤退するほど深刻なものではなかった。本艦は1月6日早朝にリンガエン湾へ到着し、11時00分までに上陸準備砲撃を開始した。17時34分、2機目の特攻機が本艦の右舷4インチ砲に体当たりし、14名が死亡、26名が負傷した。死傷者はやはり主に砲員であり、この攻撃以降「オーストラリア」の両舷で4インチ砲各1門を操作できるだけの人員しか残っていなかった。18時28分に別の特攻機が「オーストラリア」に体当たりを試みたが、これは軽巡洋艦「コロンビア」（同艦も日中の特攻攻撃で損傷していた）によって撃墜された。オーストラリアは対砲兵射撃の任務を任されたが、1月7日はほとんど活動がなかった。翌日、「オーストラリア」は立て続けに2度特攻機の攻撃を受けた。7時20分に双発爆撃機が本艦から20ヤード (18 m)の地点に衝突し、横滑りしながら左舷側に接触、続いて7時39分に2機目が攻撃を仕掛け、左舷水線部に衝突する直前に撃墜された。2機目の特攻機が搭載していた爆弾は舷側に14 by 8フィート (4.3 m × 2.4 m)の穴を開けて5度の傾斜を引き起こしたが、爆発と大量の破片、弾片にもかかわらず、死傷者は衝撃による数例にとどまり、「オーストラリア」はその日の砲撃任務を遂行することができた。上陸部隊は1月9日に到着し、8時30分に「オーストラリア」は上陸に備えて目標への砲撃を開始した。13時11分、5機目の特攻機が「オーストラリア」を襲った。特攻機は艦橋を破壊するつもりだったようだが、機体はマストの支柱と前方煙突に衝突して艦外に落下した。死傷者は出なかったが、この攻撃で煙突、レーダー、無線機器が損傷したため、修理のため本艦を撤退させることが決定された。
「オーストラリア」は1月9日夜、特攻攻撃で損傷した連合軍の艦船数隻に加わり、輸送船をレイテ島に護衛した。「オーストラリア」には応急修理が行われ、ファーンコムが将旗を駆逐艦「アランタ」に移した後、本格的な修理と改装のためにマヌス島経由でシドニーに向かい、1月28日に到着した。2日後、「オーストラリア」はコッカトゥー島に停泊し、損傷修理と「X」砲塔及びカタパルトの撤去、煙突の5フィート (1.5 m)短縮を含む改装準備を行った。しかし、オーストラリアの造船所はイギリス太平洋艦隊艦艇の修理を優先するよう指示されていたため、「オーストラリア」は5月17日にドックを離れ、5月24日にパナマ運河を経由してイギリスに向けて出航した。「オーストラリア」は7月2日にプリマスへ到着し、8月から12月にかけて大規模改装を行った。
海事史家のジョン・バストックによれば、「オーストラリア」は第二次世界大戦中「おそらくオーストラリア海軍のどの艦よりも多くの戦闘を行い、多くの距離を航行した」艦であったという。

### 戦後

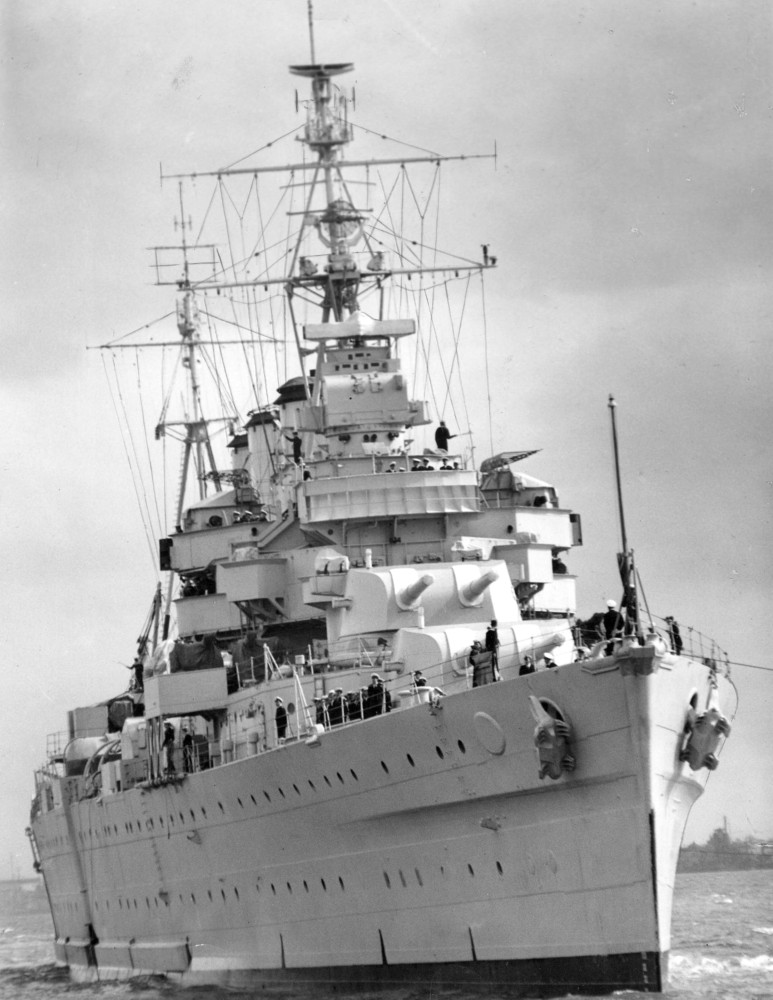
1950年代に撮られた「オーストラリア」

「オーストラリア」は1946年2月16日にシドニーへ帰還し、同年内を予備役として改装を完了した。1947年6月16日に「オーストラリア」は再就役し、オーストラリア戦隊旗艦に指定された。8月18日、本艦はイギリス連邦占領軍の一員として東京へ向かった。年末まで東京湾に留まり、12月10日にオーストラリアへ帰還した。1948年のニュージーランドと1949年のニューギニアへの訪問を除いて、「オーストラリア」はその後3年半の間、自国の周辺海域に留まった。1949年、旗艦は航空母艦「シドニー」に移された。1950年の初めまでに、「オーストラリア」は練習艦任務に割り当てられた。
「オーストラリア」は1950年2月24日から3月31日までニュージーランドを訪問した。本艦は7月下旬にハード島へ「慈悲任務」に派遣され、虫垂炎を発症した島の医師を収容して治療のために本土へ搬送した。出発は24時間前に通知されたため、「オーストラリア」の乗員は7月27日に出航する前に、燃料消費を改善するため全ての不要な機器を大急ぎで取り外し、食料と防寒装備を積み込んだ。往路は予想以上に良好な天候だったが、ハード島の周辺は悪天候に見舞われており、「オーストラリア」は医師を迎えに行くためのボートを安全に着水させられるまで1日待機することを余儀なくされた。本艦は8月14日にフリーマントルへ到着した。南極海の荒天によって引き起こされた「オーストラリア」の構造的損傷のため、オーストラリア政府は海軍艦艇を今後同様の事例に派遣しないと発表したが、オーストラリア海軍は後年、近くのマッコーリー島で3回の医療避難を実施している。
1951年5月、「オーストラリア」は祝賀会のためニューサウスウェールズ州総督ジョン・ノースコットをロード・ハウ島に移送した。7月、本艦はニューカレドニアを訪問した。1952年、「オーストラリア」はニューギニア、ニューブリテン島、ソロモン諸島を訪問し、9月中旬から10月6日までニュージーランドへの訓練巡航を行った。ソロモン諸島訪問中には、1942年8月9日の第一次ソロモン海戦で戦没した姉妹艦「キャンベラ」の記念式典を行っている。「オーストラリア」は翌1953年10月にもニュージーランドに寄港。1954年2月から3月の間、英女王エリザベス2世戴冠に伴う世界行幸のオーストラリア訪問に際しては、「オーストラリア」は王室ヨット「ゴシック」の護衛の一隻を務めた。その後、5月に「オーストラリア」は総督ウィリアム・スリムと夫人、スタッフを乗せ、珊瑚海、グレートバリアリーフ、ウィットサンデー海峡へ巡航した。この巡行中に故障したオランダ海軍の揚陸艦が発見され、ケアンズに曳航された。

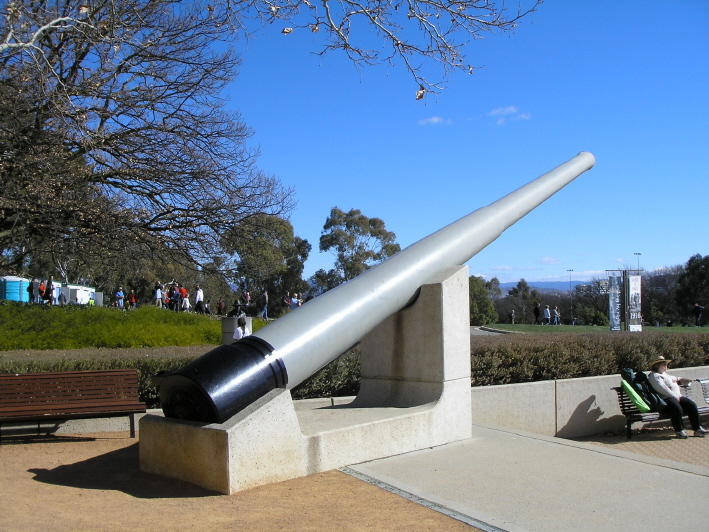
オーストラリア戦争記念館に展示されている「オーストラリア」の8インチ主砲

1954年8月31日、「オーストラリア」は解役され、廃棄が決定された。この時点で本艦は26年間就役しており、これは当時のオーストラリア海軍艦で最長の現役艦であった。1955年1月25日、「オーストラリア」は解体のためブリティッシュ・アイアン・アンド・スチール・コーポレーション（BISCO）に売却された。3月26日、本艦はシドニー港からオランダ船籍の曳船「ロード・ゼー」に曳航された。さらに2隻の曳船と合流し、スエズ運河を経由してバロー＝イン＝ファーネスに向かい、7月5日に到着した。「オーストラリア」の艦体は、1956年に同地のトーマス・W・ワード解体場で解体された。
「オーストラリア」の8インチ砲身の1本は、オーストラリア戦争記念館で屋外展示されている。2011年5月1日には南オーストラリア州ヘンリー・ビーチで、「オーストラリア」乗員、特に第二次世界大戦中に戦死した乗員を追悼した記念碑が除幕された。

## 栄典
- 「オーストラリア」は第二次世界大戦における戦功で合計8個の戦闘名誉章 (Battle Honours) を受章した[114][115]。

"Atlantic 1940–41"、"Pacific 1941–43"、"Coral Sea 1942"、"Savo Island 1942"、"Guadalcanal 1942"、"New Guinea 1942–44"、"Leyte Gulf 1944"、"Lingayen Gulf 1945"

### 注
1. ↑  イギリス海軍では、1888年から1905年にかけてオーランド級装甲巡洋艦「オーストラリア（英語版）」を運用していた。
2. ↑  ただし、フォークランド紛争を受けてイギリス海軍が空母戦力の維持を決めたことで「インヴィンシブル」の売却を中止したほか、自由党のマルコム・フレーザー政権が空母の費用対効果に疑問を呈した後、1983年に労働党のボブ・ホーク政権が正式にオーストラリア海軍の空母廃止を決めたため、空母「オーストラリア」は実現しなかった[11]。
3. ↑  大東亞戰爭日誌17[55]（中略）五月八日（金）珊瑚海に米英聯合艦隊を撃滅　海軍部隊は、五月六日、ニューギニア島東南方の珊瑚海洋上に英米聯合艦隊を發見、七日、八日に亘つて猛攻を加へ、七日には米戰艦カリフォルニア型（三万二千六百トン）を轟沈、英戰艦ウォスパイト型（三万六百トン）、英甲巡キャンベラ型（一万トン）を大破（以下略）
4. ↑  大東亞戰爭日誌（中略）[56]　五月二十五日（月）珊瑚海の戰果、さらに擴大　珊瑚海海戰の戰果について大本營では、次ぎの通り追加發表した　一、戰果中に米戰艦ノースカロライナ型（三五,〇〇〇トン）一隻中破、米甲巡ポートランド型（九,八〇〇〇トン）一隻撃沈を追加／二、同海戰において大損害を受けた艦型不詳の巡洋艦は、米甲巡ルイスビル型（九,〇五〇トン）と判明　なほ我が方の未歸還機三十一機の中、七機は無事歸還した（以下略）
5. ↑  指揮官五藤存知少将。第六戦隊（「青葉」、「加古」、「衣笠」、「古鷹」）、空母「祥鳳」、駆逐艦「漣」。
6. ↑  前「ウォースパイト」艦長。
7. ↑  仮装巡洋艦「コルモラン」と相討ち（英語版）になった「シドニー」、バタビア沖海戦で沈没した「パース」。
8. ↑  (昭和18年7月20日、経過概要)[61]〔 18-7｜20｜1641｜イ11ハ「サンクリストバル島」S 250′ニテ「サンフランシスコ型」C×1及d×3ヲ発見攻撃｜南東 3SS/6F｜大巡ニ対シ魚雷×3命中撃沈確実 〕
9. ↑  昼間の空襲で駆逐艦「春雨」が沈没したが[81]、なおも進撃を続けていた。
10. ↑  第二次世界大戦初期には軽巡「シドニー」艦長を務めており、スパダ岬沖海戦などで活躍した。